# Batarà gorjafosc
El batarà gorjafosc (Thamnomanes ardesiacus) és una espècie d'ocell de la família dels tamnofílids (Thamnophilidae).

## Hàbitat i distribució
Habita el sotabosc de la selva humida i zones arbustives de les terres baixes fins als 1100 m, des del sud-est de Colòmbia, sud de Veneçuela i Guaiana, cap al sud, a través de l'est d'Equador i nord-est i centre de Perú fins al nord de Bolívia i Brasil amazònic.